# ルキウス・ドミティウス・アヘノバルブス (紀元前94年の執政官)
ルキウス・ドミティウス・アヘノバルブス（ラテン語: Lucius Domitius Ahenobarbus、- 紀元前82年 ）は紀元前2世紀後期・紀元前1世紀初期の共和政ローマの政務官。紀元前94年に執政官（コンスル）を務めた。

## 出自
アヘノバルブスはプレプス（平民）であるドミティウス氏族の出身である。この氏族はアウグストゥス帝の時代にはパトリキ系（貴族）とみなされるようになっていた。五賢帝時代の歴史家スエトニウスによれば、氏族の先祖が「神のような姿をした双子の若者」に出会い、戦争で勝利したことをローマ人に知らせるよう命じた。その際に、「神の力の証として、彼らは彼の頬に触れ、彼らの髪の毛は黒から赤、銅色に変わった」としている。このため、この人物はアヘノバルブス（赤毛）と呼ばれるようになり、それが子孫のコグノーメン（第三名、家族名）となった。この人物のひ孫がグナエウス・ドミティウス・アヘノバルブスで、紀元前192年にアヘノバルブス家として最初の執政官となった。
本記事のアヘノバルブスは、このグナエウスのひ孫にあたる。父グナエウスは紀元前122年の執政官、祖父グナエウスは紀元前162年の補充執政官である。兄グナエウスは紀元前96年に執政官を務めた。
1世紀の法律家アスコニウスはクィントゥス・ルタティウス・カトゥルス・カピトリヌス（紀元前78年執政官）を甥としている。これが正しければ、グナエウスとルキウスのアヘノバルブス兄弟には姉または妹がおり、クィントゥス・ルタティウス・カトゥルス（紀元前102年執政官）と結婚していたことになる。しかし、この説を疑う歴史学者も多い。

## 経歴
アヘノバルブスが歴史に登場するのは紀元前100年のことである。この年の12月にポプラレス（民衆派、マリウス派）の護民官ルキウス・アップレイウス・サトゥルニヌスが反乱を起こしローマで戦闘が発生するが、キケロはこのときサトゥルニヌスと戦うためにサンカ神殿の武器庫に集まった元老院議員を列挙しており、そこにグナエウスとルキウスのアヘノバルブス兄弟も含まれている。サトゥルニヌスの第一の政敵であったクィントゥス・カエキリウス・メテッルス・ヌミディクス（紀元前109年執政官）は、アヘノバルブスの親友であった。ヌミディクスは亡命するが、アヘノバルブス兄弟に手紙を送り、その中には次のように書かれていた。「私に対するあなた達の態度を見ると、私は最高に慰めを感じ、忠誠と勇気が私の目の前に浮かび上がる」。
紀元前97年、アヘノバルブスはプラエトル（法務官）に就任し、シキリア属州の総督を務めた。その少し前に、シキリアでは第二次奴隷戦争が鎮圧されていた。このこともあり、アヘノバルブスの統治は厳しかったようだ。ある資料によると、アヘノバルバスに巨大なイノシシの肉が献上されたが、奴隷身分の羊飼いが槍でイノシシを倒したことを知ると、その羊飼いを十字架につけるように命じた。奴隷が武器を持つことを禁じた法律に違反したからである。
紀元前94年、ガイウス・コエリウス・カルドゥスと共に執政官に選出されたが、執政官に就任したこと以外の記録が残っていない。
アヘノバルブスに関する次の記録は、その殺害である。紀元前82年、ローマ内戦（第二次スッラの内戦）の最中に、アヘノバルブスはマリウス派の犠牲となった。マリウスの同名の息子であるガイウス・マリウス（小マリウス）は、プラエネステでスッラ軍に完全に包囲され、戦況は絶望的であった。ローマは依然としてマリウス派が支配していたため、小マリウスは法務官ルキウス・ユニウス・ブルトゥス・ダマシップスに対して、元老院議員の殺害を命令した。リウィウスは「ローマに住んでいる全てのノビレス」としているが、他の資料では4人の名前が挙げられているだけである。すなわち、プブリウス・アンティスティウス（紀元前88年護民官、紀元前86年按察官）、ガイウス・パピリウス・カルボ・アルウィナ（紀元前90年護民官、紀元前85年法務官）、クィントゥス・ムキウス・スカエウォラ (紀元前95年執政官)そしてアヘノバルブスである。スカエウォラの親戚（スカエウォラ・アウグルの孫娘）は小マリウスと結婚しており、カルボ・アルウィナはマリウス派の有力者グナエウス・パピリウス・カルボ (紀元前85年、84年、82年執政官)の従兄弟であったことを考慮し、歴史学者E. ベディアンは、この4人は「恣意性の犠牲者に過ぎなかったとは言えない」としている。彼らはスッラ側に行きたかったのであろうが、実行前に計画が漏れたのであろう。この殺害はダマシップスが独自の判断で行ったとの説もある。この場合、包囲されたプラエネステから小マリウスが命令を出したとの伝説が後に作られたことになる。
ダマシップスは、集会と称して被害者をクリア・オスティリア（元老院議事堂）に招き、「最も残酷な方法で殺害した」とされる。アヘノバルブスは逃げ出したものの部屋から出る前に殺され、遺体はフックでティベリス川に引きずり込まれた。ウァレリウス・マクシムスは、切断された頭は犠牲になった動物の頭と混ざっていたと書いている。

## 参考資料

### 古代の資料
- アッピアノス『ローマ史』
- クィントゥス・アスコニウス・ペディアヌス『キケロ演説に対する注釈書』
- ウァレリウス・マクシムス『有名言行録』
- ウェッレイウス・パテルクルス『ローマ世界の歴史』
- アウルス・ゲッリウス『アッティカ夜話』
- オロシウス『異教徒に反論する歴史』
- ガイウス・スエトニウス・トランクィッルス『皇帝伝』
- ティトゥス・リウィウス『ローマ建国史』
- マルクス・トゥッリウス・キケロ『ラビリウス弁護』
- マルクス・トゥッリウス・キケロ『ウェッレース弾劾』

### 研究書
- Bedian E. Zepion and Norban (Notes on the Decade of 100-90 BC) // Studia Historica. - 2010. - number X . - S. 162-207 .
- Korolenkov A. Mari and Catulus: the history of the relationship between homo novus and vir nobilissimus // Antique World and Archeology. - 2009. - No. 13 . - S. 214-224 .
- Korolenkov A., Smykov E. Sulla. - M .: Molodaya gvardiya, 2007 .-- 430 p. - ISBN 978-5-235-02967-5 .
- Broughton R. Magistrates of the Roman Republic. - New York, 1952. - Vol. II. - P. 558.
- Lewis R. Catulus and the Cimbri. 102 BC // Hermes. - 1974 .-- T. 102 . - S. 90-109 .
- Münzer F. Domitius // Paulys Realencyclopädie der classischen Altertumswissenschaft . - 1905. - Bd. V, 2. - Kol. 1313-1316.
- Münzer F. Domitius 26 // Paulys Realencyclopädie der classischen Altertumswissenschaft . - 1905. - Bd. V, 2. - Kol. 1333-1334.